# Johanneskapelle (Vicht)

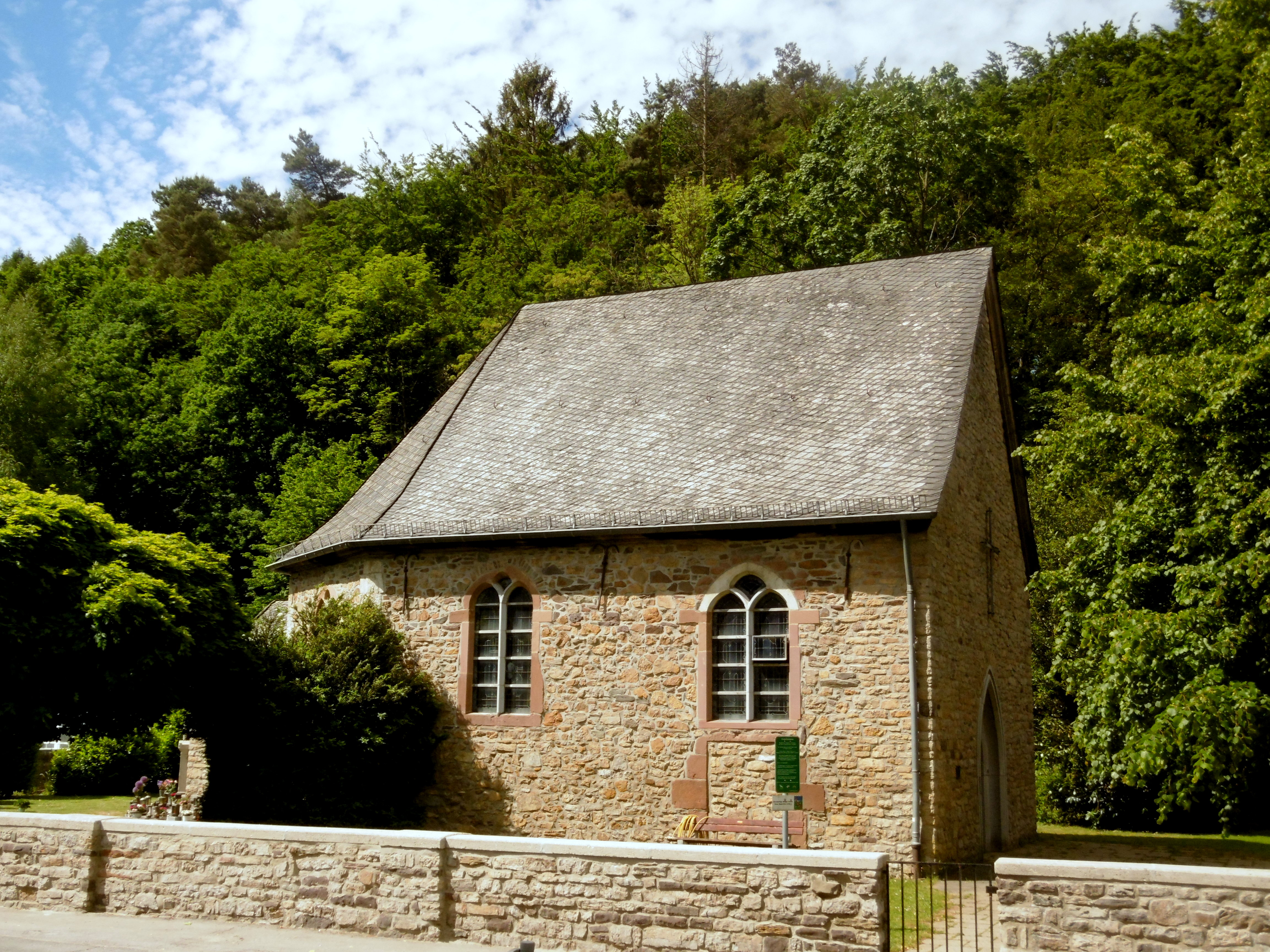
Johanneskapelle in Vicht

Die Johanneskapelle ist eine römisch-katholische Kapelle im Stolberger Stadtteil Vicht in der Städteregion Aachen in Nordrhein-Westfalen. Sie ist der erhaltene Rest der alten Pfarrkirche.
Die Kapelle ist dem hl. Johannes dem Täufer geweiht und als Baudenkmal in die Liste der Baudenkmäler in Vicht eingetragen.

## Lage
Das kleine Gotteshaus befindet sich im nördlichen Teil von Vicht gegenüber der Pfarrkirche St. Johann Baptist an der Eifelstraße (L 238). Direkt westlich der Kapelle liegt der allgemeine Friedhof, rechts davon die Kriegsgräberstätte der Weltkriegsopfer.

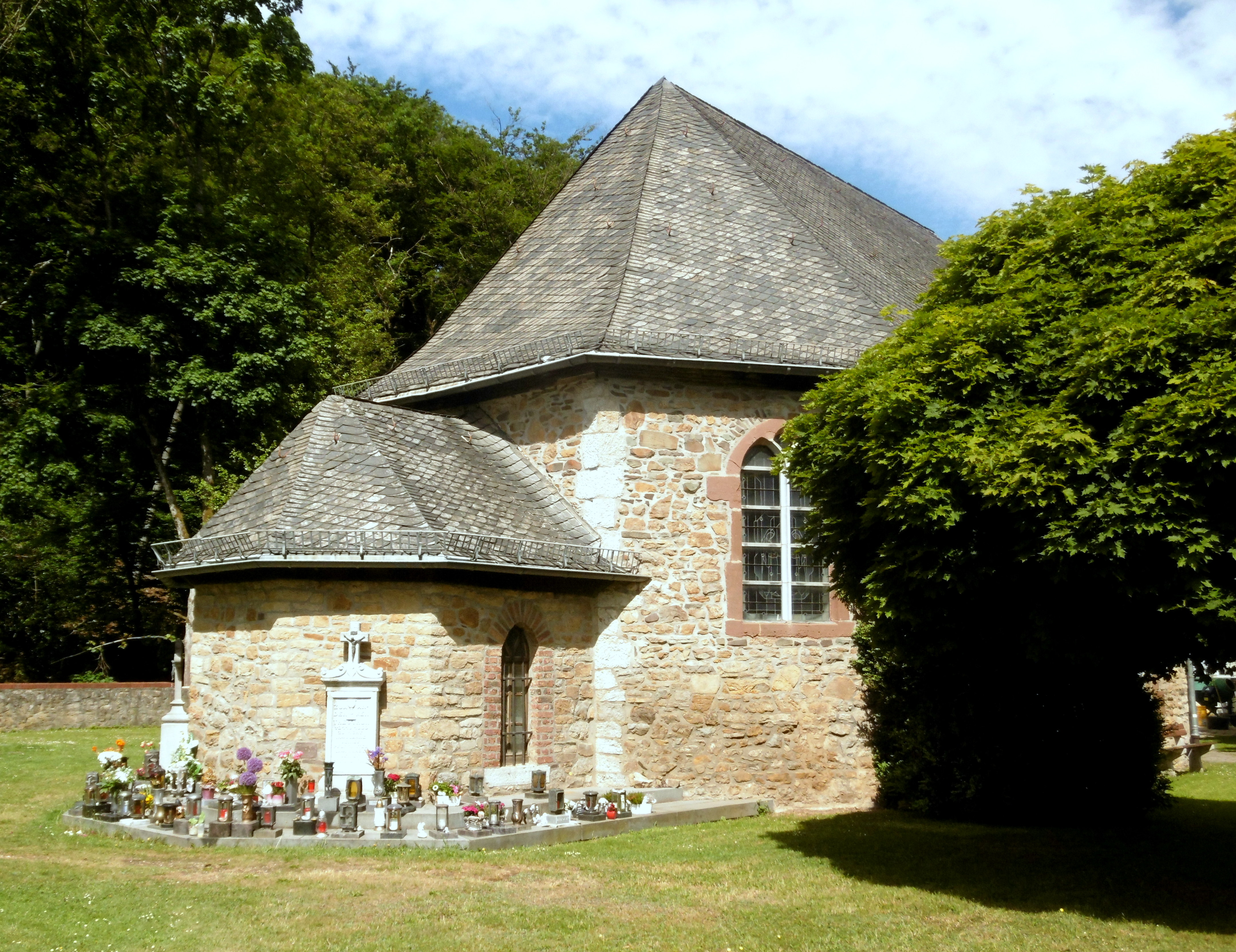
Johanneskapelle Rückseite mit Ortsfriedhof
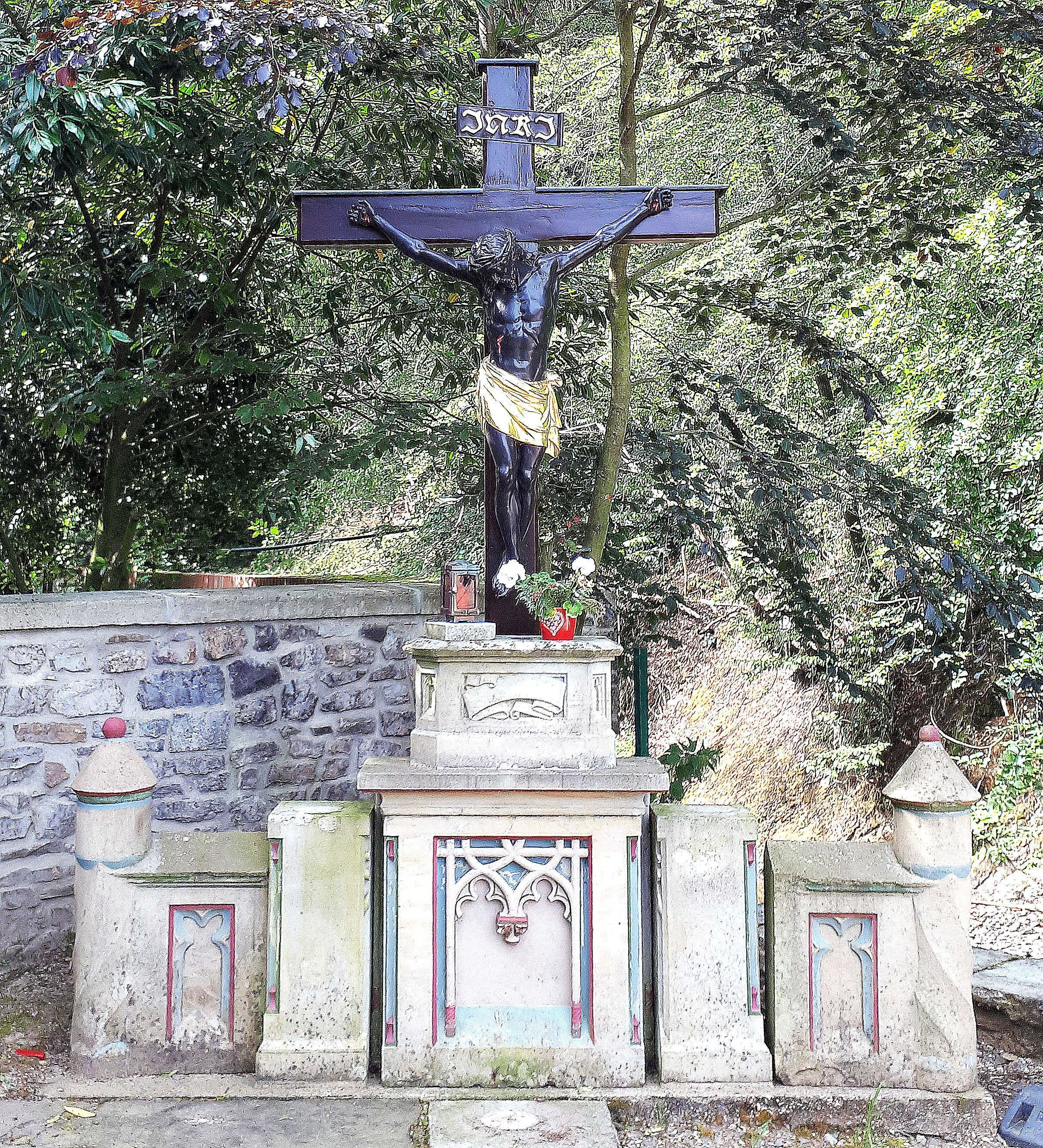
Friedhofskreuz (nach der Sanierung aufgrund der Flutschäden)
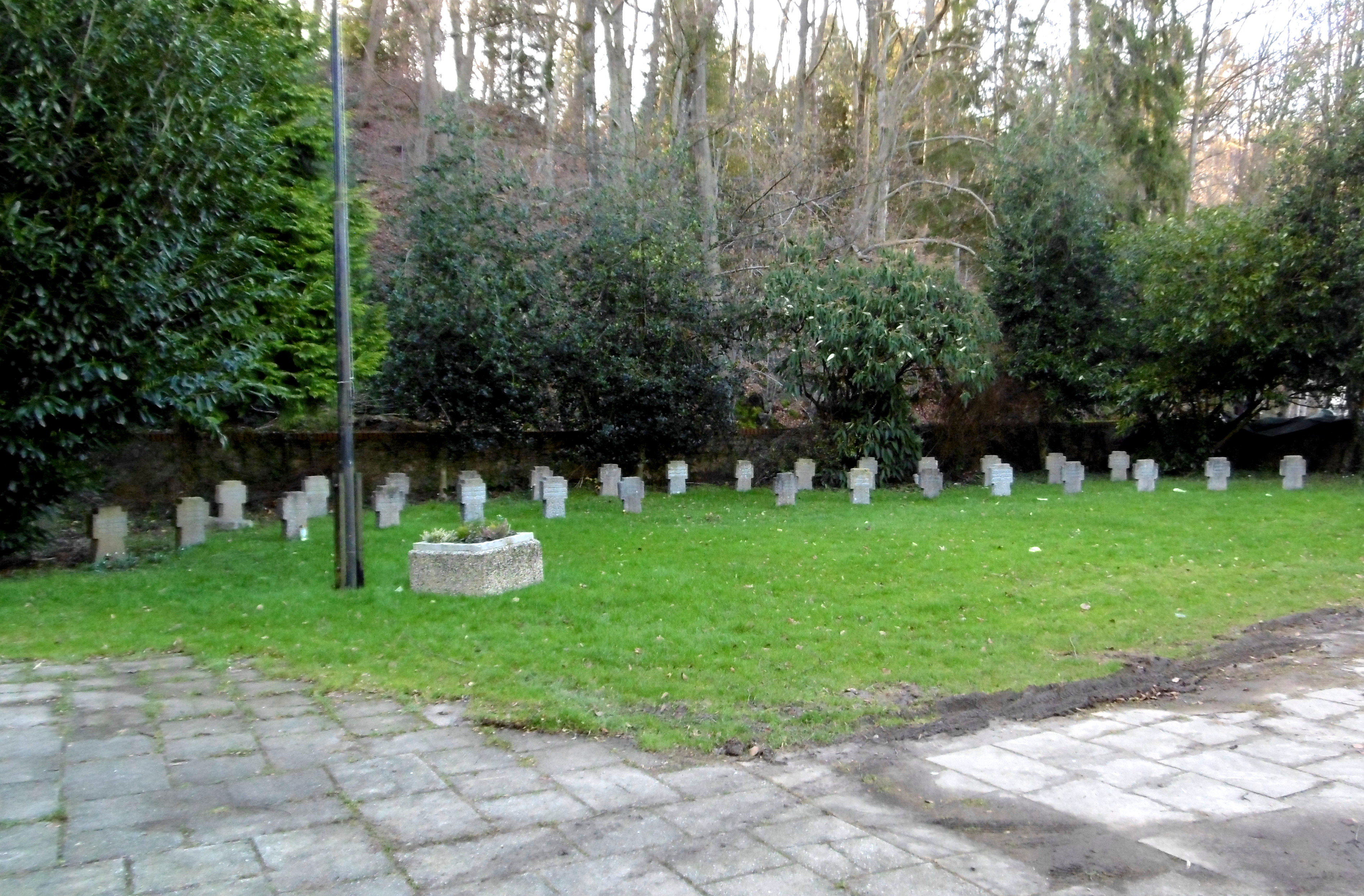
Kriegsgräberstätte

## Geschichte
Die Johanneskapelle ist das erste Gotteshaus in Vicht und wurde zwischen 1672 und 1676 auf Betreiben des Wehrmeisters Theodor von Leers erbaut. Am 20. April 1676 konnte der erste Gottesdienst in der Kapelle gehalten werden. Zwischen der Pfarrerhebung 1694 und Fertigstellung der neuen Kirche 1912 war sie die Pfarrkirche des Ortes. In den Jahren 1849 bis 1853 wurde die kleine Kirche nach Westen hin deutlich erweitert. Bei dieser Gelegenheit erhielten die Fenster wahrscheinlich auch ihr Maßwerk. Der Anbau wurde 1964 aus statischen Gründen niedergelegt, sodass die Johanneskapelle nun wieder annähernd der Form von 1676 entspricht.

## Baubeschreibung
Die Johanneskapelle ist ein einfacher Saalbau in zwei Jochen aus Bruchstein mit einem dreiseitigen Chorschluss im Süden. Daran ist eine fünfseitig geschlossene Sakristei angebaut. Das Innere wird von Kreuzrippengewölben überspannt.

## Ausstattung
Im Innenraum befindet sich ein Altar aus Stein sowie eine Pietà aus dem Jahr 1913. Die sechs Buntglasfenster wurden nach Entwürfen der Künstlerin Monika Rütten 1992 angefertigt.